# Ercheia abnormis
Ercheia abnormis là một loài bướm đêm trong họ Noctuidae.